# برستل (باكينجهامشير)
برستل (بالإنجليزية: Boarstall)‏ هي قرية، منزل ريفي إنجليزي ‏ و أبرشية مدنية تقع في المملكة المتحدة في إنجلترا. يقدر عدد سكانها بـ 128 نسمة .